# 館山運転区
館山運転区（たてやまうんてんく）は、千葉県館山市にあった東日本旅客鉄道（JR東日本）千葉支社の運転士が所属する組織。
なお、当運転区は仕様検査や分割・併合作業を行う館山派出、鴨川派出も設置されていた。
2007年3月18日のダイヤ改正で廃止され、木更津運輸区に統合された。

## 沿革
- 1919年（大正8年） - 安房北条機関区として発足。
- 1946年 - 館山機関区に改称。
- 1969年 - 館山運転区に改称。
- 2007年（平成19年）3月18日 - 館山運転区廃止、木更津運輸区に統合（乗務行路は木更津運輸区、鴨川運輸区に分けて移管）。

## 館山派出
幕張車両センター#鴨川派出を参照

## 鴨川派出
幕張車両センター#鴨川派出を参照